# Крандель
Кранде́ль (фр. Crandelles, окс. Crandèlas) — коммуна во Франции, находится в регионе Овернь. Департамент — Канталь. Входит в состав кантона Жюссак. Округ коммуны — Орийак.
Код INSEE коммуны — 15056.
Коммуна расположена приблизительно в 440 км к югу от Парижа, в 110 км юго-западнее Клермон-Феррана, в 8 км к северо-западу от Орийака.

## Население
Население коммуны на 2008 год составляло 667 человек.
| 1962 | 1968 | 1975 | 1982 | 1990 | 1999 | 2008 |
| ---- | ---- | ---- | ---- | ---- | ---- | ---- |
| 312  | 338  | 346  | 470  | 560  | 598  | 667  |

## Экономика

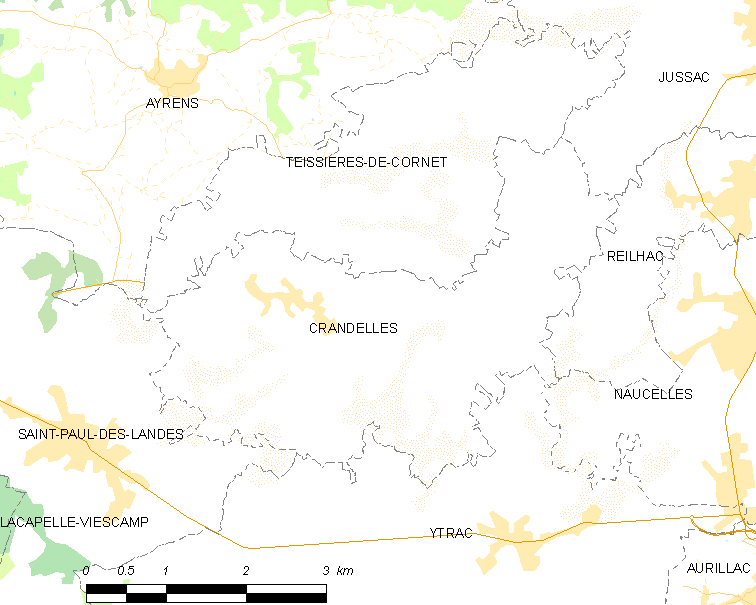
Карта коммуны

В 2007 году среди 438 человек в трудоспособном возрасте (15—64 лет) 323 были экономически активными, 115 — неактивными (показатель активности — 73,7 %, в 1999 году было 74,8 %). Из 323 активных работали 308 человек (163 мужчины и 145 женщин), безработных было 15 (6 мужчин и 9 женщин). Среди 115 неактивных 41 человек были учениками или студентами, 36 — пенсионерами, 38 были неактивными по другим причинам.